# Щетинкин, Пётр Ефимович
Пётр Ефи́мович Щети́нкин (21 декабря 1884 [2 января 1885], с. Чуфилово, Рязанская губерния — 30 сентября 1927, Улан-Батор) — один из руководителей советского партизанского движения в Енисейской губернии во время гражданской войны.

## Биография

### Ранние годы
Родился в крестьянской семье. Рано лишился матери. Большую роль в его воспитании сыграла сестра.
С детских лет работал в кузнице, подпаском, плотничал с отцом по деревням. В 1897 г. после двухлетнего обучения в сельской школе приехал с отцом в Москву, где работал на подрядных строительных работах(плотником).

### 1906—1917
В 1906 г. призван в армию.
Служил в третьей роте 29-го Сибирского стрелкового полка, который был расквартирован в Ачинске. Уволившись в запас в 1909 г., жил, работая плотником, в д. Красновке Ачинского уезда. Женился на дочери крестьянина Вассе Андреевне Черепановой.
В августе 1911 г. вернулся на сверхсрочную службу в тот же полк. После окончания школы подпрапорщиков в 1913 г. был произведён в фельдфебели и зачислен в 5-ю роту 29-го Сибирского стрелкового полка.
После начала первой мировой войны в 1914 году вместе с полком ушёл на фронт, за проявленную храбрость в апреле 1915 года стал полным Георгиевским кавалером.
В дальнейшем, как полный Георгиевский кавалер, был произведён в прапорщики.
В декабре 1916 г. назначен начальником учебной команды 59-го Сибирского стрелкового полка, произведён в офицеры, к 1917 г. получил штабс-капитана.
В ходе первой мировой войны был награждён двумя французскими орденами.
В событиях Февральской и Октябрьской революции участия не принимал, в декабре 1917 года стал начальником уголовного розыска и начальником оперативного отдела Ачинского совета.

### 1918—1920
В феврале 1918 года стал членом уездного исполкома Ачинского уезда и начальником его военного отдела.
В марте 1918 г. вступил в РКП(б).
После восстания чехословацкого корпуса участвовал в установлении Советской власти в Ачинске. В конце мая 1918 г. стал членом военно-революционной тройки Ачинского уездного исполкома по руководству борьбой против белочехов, занял должность командира красногвардейского отряда, воевавшего против Чехословацкого корпуса и белогвардейцев. Затем командир отряда на Мариинском фронте. Проявил выдающиеся командирские способности в боях в Ачинском, Красноярском и Минусинском уездах. Отличался храбростью, мужеством, презрением к властолюбию.
После свержения Советской власти в Сибири белочехами и белогвардейцами скрывался под именем Петра Еремина, участвовал в подпольной борьбе. 16 декабря 1918 г. присоединился к подпольной большевистской организации, действовавшей в деревне Лапшиха под руководством председателя подпольного губкома Марутко.
В декабре 1918 года в Лапшихе организовал партизанский отряд, который 5 января 1919 г. приступил к активным действиям.

15 января 1919 года в донесении управляющего Ачинским уездом управляющему Енисейской губернии упомянуто о появлении в Покровском уезде бывшего офицера Щетинкина с отрядом из 12 человек.

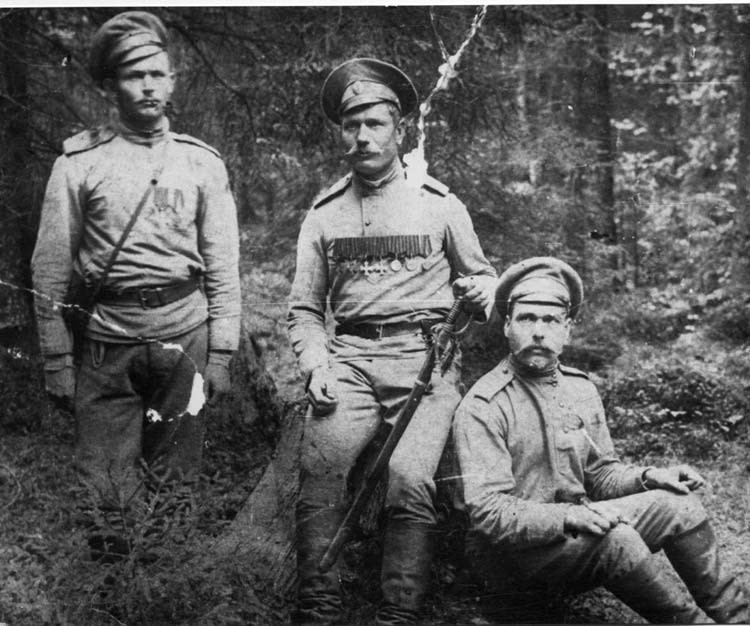
Щетинкин (в центре) с однополчанами, 1915 г.

С марта 1919 г. командующий Северо-Ачинской партизанской армией.
В апреле 1919 г. партизаны Щетинкина были окружены белыми войсками под командованием генерала С. Н. Розанова, но сумели выйти из окружения. Отряд соединился с отрядом А. Д. Кравченко, и в апреле 1919 года Щетинкин стал заместителем командира и начальником штаба объединённой партизанской армии. Совершив 700-километровый переход через тайгу на юг, партизанские силы в сентябре 1919 года заняли Минусинск.
4 января 1920 г. в селе Назарово партизаны соединились с подразделениями наступавшей 5-й армии РККА и в январе 1920 года Щетинкин был назначен командиром Енисейской стрелковой дивизии (сформированной из партизан).
В 1920 г. по решению Сибревкома был назначен членом состоявшего из представителей нескольких партий Чрезвычайного ревтрибунала, судившего министров правительства адмирала Колчака, после чего, с июня 1920 г. уполномоченный Центральной комиссии по восстановлению хозяйства Енисейской губернии. В это же время выполнял обязанности члена Красноярского губернского исполкома и заместителя председателя Ачинского уездного исполкома, члена Ачинского и Минусинского уездных комитетов РКП(б).
В августе 1920 года занимался формированием частей РККА для отправки на Западный и Южный фронты, стал организатором и командиром добровольческого 21-го Сибирского стрелкового полка РККА, который в сентябре-октябре 1920 г. воевал против войск генерала Врангеля и принимал участие в штурме Перекопа.
В декабре 1920 года в качестве делегата от Енисейской губернии участвовал в работе VIII Всероссийского съезда Советов.

### 1921—1927

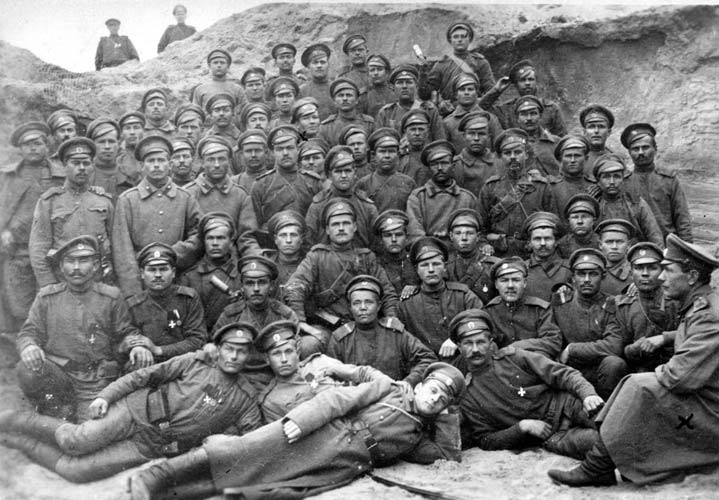
Штабс-капитан Щетинкин с солдатами 4 роты 59 Ссп, апрель 1917 г.

С марта 1921 г. командир эскадрона в составе экспедиционного корпуса Красной Армии, направленного по просьбе Сухэ-Батора и указанию В. И. Ленина на помощь революционной Монголии, в мае — августе 1921 г. участвовал в борьбе с вторгнувшейся в Забайкалье Азиатской дивизией генерал-лейтенанта Р. Ф. Унгерн-Штернберга (правительством МНР ему было присвоено почётное звание «железный батыр»). 19 августа 1921 г. отряд под командованием Щетинкина, входивший в состав 35-го кавалерийского полка РККА, захватил Унгерна, взятого в плен монгольским князем Бишерельту-гуном.
В октябре 1921 года был командирован в Москву с докладом, после чего в качестве слушателя был зачислен на военно-академические курсы высшего комсостава РККА, которые окончил в 1922 г. и был командирован в Новосибирск с поручением возглавить работу по созданию пограничных частей в Сибири.
С марта 1922 г. командир полка, помощник старшего инспектора. Начальник отделения краевого отдела Полномочного представительства ОГПУ по Сибири.
С октября 1922 года до 1926 года — начальник штаба пограничных войск Сибирского пограничного округа.
В марте 1925 года участвовал в операции в Зиминском уезде Иркутской губернии, в ходе которой полуэскадрон кавалерии 9-го Сибирского полка и взвод курсантов-лыжников пограншколы окружил и ликвидировал банду Замащикова.
В октябре 1925 — июле 1926 г. учился на курсах высшего комсостава РККА.
В августе 1926 года  приглашён правительством Монгольской народной республики  в Монголию в качестве военного советника и инструктора, работал инструктором Государственной военной охраны. Был секретарём партячейки.

Памятник П. Е. Щетинкину в Минусинске. Скульптор Г. Д. Лавров.

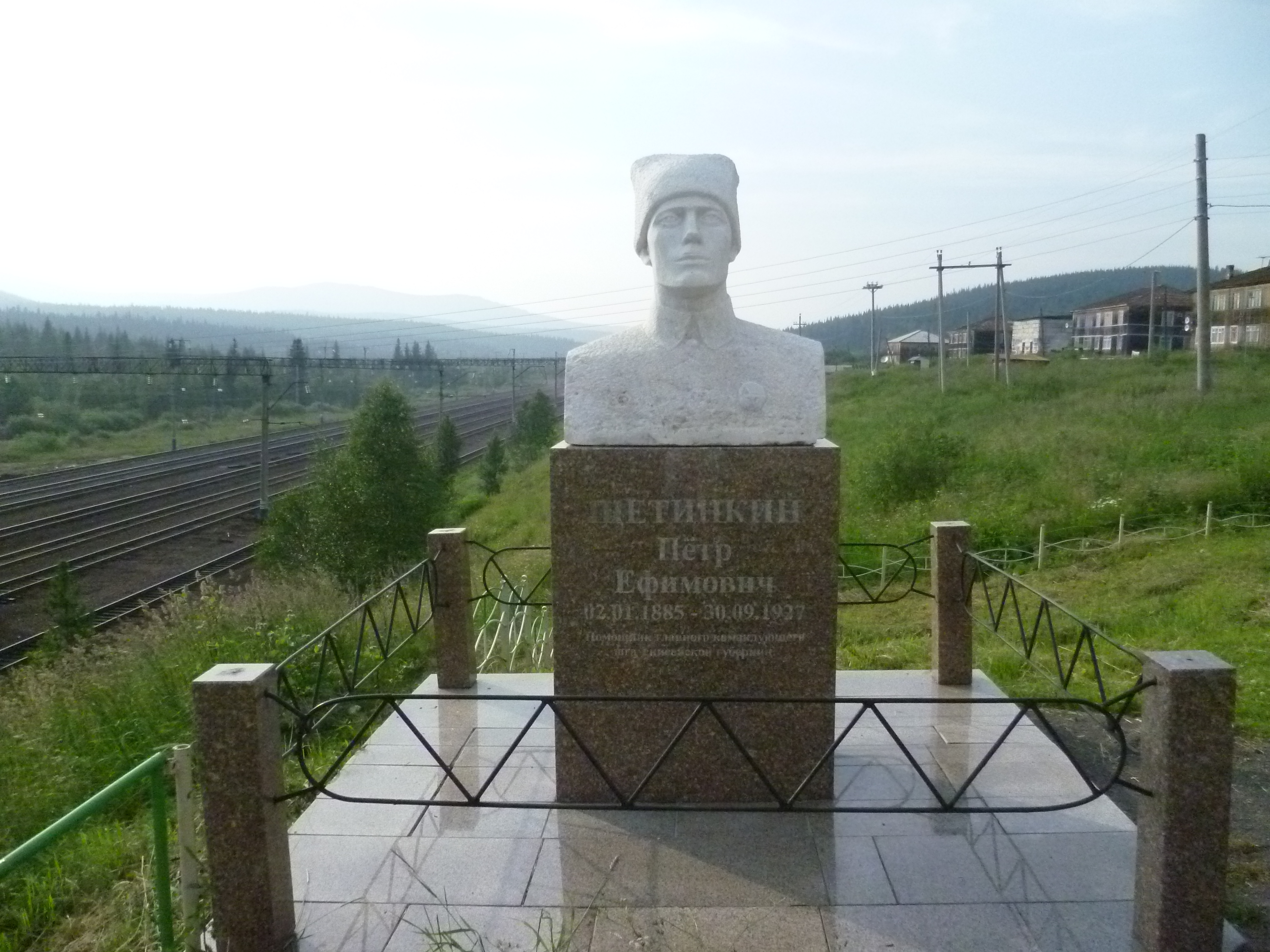
Памятник П. Е. Щетинкину на станции Щетинкино в одноимённом селе.

В ночь на 30 сентября 1927 г. по официальной версии скончался от паралича сердца на службе в Улан-Баторе, в возрасте 42 лет.
11 октября 1927 г. похоронен в Новосибирске в Сквере Героев Революции.

## Награды
- Георгиевский крест 1-й степени[4][5]
- Георгиевский крест 2-й степени[4][5]
- Георгиевский крест 3-й степени[4][5]
- Георгиевский крест 4-й степени[4][5] (1914 г.)
- два французских ордена[2]

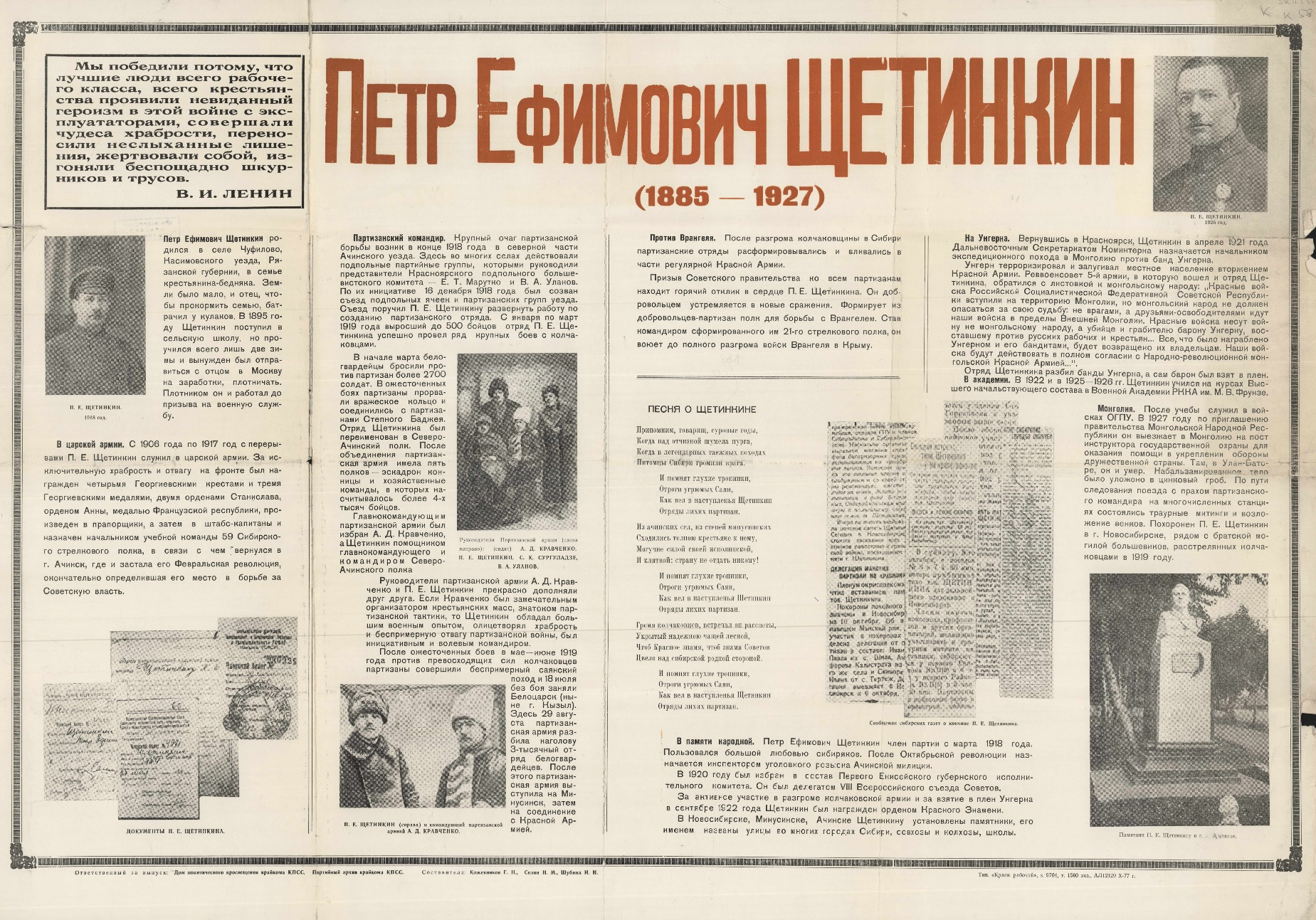

- Кожевников, Геннадий Николаевич. Петр Ефимович Щетинкин (1885-1927) : [плакат] / Г. Н. Кожевников, Н. М. Селин, И. Н. Шубина. - Красноярск : Красноярский рабочий, 1977. - 1 две Георгиевские медали «За храбрость»
- Орден Красного Знамени[2] № 2209[5] (1921 г.)[4]
- Знак «Почётный чекист» № 175[5]
- почётное звание «Тимур-Батор Джаль-Джуль»[4][5]

## Память
Именем Петра Щетинкина названы улицы в Балахте, Верхнем Баскунчаке, Ачинске, Новобирилюссах и деревне Петровке Бирилюсского района, Новосибирске, Кемерове, Тайге, Красноярске, Иркутске, Омске, Железногорске, Ужуре, Татарске,Куйбышеве, Рубцовске и Абакане. В Минусинске есть сквер имени Щетинкина, где ему установлен памятник. В Кызыле одна из улиц названа именем Щетинкина-Кравченко. В селе Овсянка, Красноярского края, главная улица носит название Щетинкина. В рабочем поселке Тума Клепиковского района Рязанской области (его родина находится в 5 км от рабочего поселка) и в селе Беллык Краснотуранского района Красноярского края есть улицы Щетинкина. В честь Щетинкина названо село и станция в Курагинском районе Красноярского края.
В 1928 г. Селенгинское государственное пароходство назвало именем Щетинкина пароход.
В 1957 г. в Сквере Героев Революции в Новосибирске был установлен бюст Щетинкина.

## В массовой культуре
В 1971 году Свердловская киностудия сняла художественный фильм «Кочующий фронт», одним из героев которого был П. Е. Щетинкин. Роль Щетинкина исполнил Петр Глебов.
В 1981 году студия Монголкино сняла художественный фильм «Хатан-Батор», одним из героев которого был П. Е. Щетинкин. Роль Щетинкина исполнил Николай Маликов.